# 장식이 아니야, 눈물은
〈장식이 아니야, 눈물은〉(일본어: 飾りじゃないのよ涙は 카자리쟈나이노요나미다와[*])는 1984년 11월 14일에 발표한 일본의 여가수 나카모리 아키나(中森明菜)의 열 번째 싱글이다. (EP: L-1666) 작사와 작곡은 이노우에 요스이(井上陽水)가, 편곡은 하기타 마츠오(萩田光雄)가 담당하였고 워너 파이오니어의 레이블로 출시되었다. B면은 〈문라이트 레터〉(ムーンライト・レター 문라이토 레타[*])이며 작사는 마츠이 고로(松井五郎)가, 작곡은 이노우에 요스이가, 편곡은 역시 하기타 마츠오가 도맡았다. 가수인 나카모리의 대표곡 중 하나로, 이 곡을 기점으로 그녀는 아이돌 노선을 마감하고 아티스트로서의 길을 걷기 시작했다. 이 싱글은 여러 음악방송 프로그램에서 1위를 휩쓸고 오리콘 주간차트 1위, 연간차트 6위를 달성했고, 나카모리의 역대 싱글 중 세 번째로 많은 판매량을 기록하였다.
CD 저널은 거물 싱어송라이터 이노우에 요스이와 나카모리 아키나와의 만남은 일본 가요사에 남는 명곡을 탄생시켰다고 호평하였다.

## 수록곡
| #            | 제목                                                | 작사            | 작곡            | 편곡          | 재생 시간 |
| ------------ | --------------------------------------------------- | --------------- | --------------- | ------------- | --------- |
| 1.           | 〈〈장식이 아니야, 눈물은〉(飾りじゃないのよ涙は)〉 | 이노우에 요스이 | 이노우에 요스이 | 하기타 미츠오 | 4:10      |
| 2.           | 〈〈문라이트 레터〉(ムーンライト・レター)〉         | 마츠이 고로     | 이노우에 요스이 | 하기타 미츠오 | 4:26      |
| 총 재생 시간 | 총 재생 시간                                        | 총 재생 시간    | 총 재생 시간    | 총 재생 시간  | 8:36      |

## 수상
- 제14회 FNS 가요제 - 최우수스타상

## 발매 일정
| 버전                               | 일정             | 레이블         | 포맷               |
| ---------------------------------- | ---------------- | -------------- | ------------------ |
| 〈장식이 아니야, 눈물은〉          | 1984년 11월 14일 | 워너 뮤직 재팬 | EP (L-1666)        |
| 〈장식이 아니야, 눈물은〉 (재발매) | 1988년 7월 25일  | 워너 뮤직 재팬 | 8cmCD (10SL-139)   |
| 〈장식이 아니야, 눈물은〉 (재발매) | 1988년 12월 21일 | 워너 뮤직 재팬 | CT (10L5-4049)     |
| 〈장식이 아니야, 눈물은〉 (재발매) | 1998년 11월 26일 | 워너 뮤직 재팬 | 12cmCD (WPC6-8667) |
| 〈장식이 아니야, 눈물은〉 (재발매) | 2008년 11월 12일 | 워너 뮤직 재팬 | 디지털 다운로드    |